# Tartarughe Ninja III
Tartarughe Ninja III (Teenage Mutant Ninja Turtles III) è un film del 1993, diretto da Stuart Gillard, con protagonisti gli attori Elias Koteas e Paige Turco. 
Con questo terzo film live action, la saga cinematografica si scinde completamente dal fumetto, assumendo quasi per intero le caratteristiche allegre dei cartoni animati in voga in quel periodo. Nonostante questi cambiamenti ed il buon successo commerciale, il film è stato negativamente accolto da critici e fan.

## Trama
Le Tartarughe Ninja, con l'ausilio di uno scettro magico, vengono proiettate nel Giappone feudale del 1603, dove vengono scambiati per demoni kappa, con il compito di trarre in salvo April, anch'essa finita nel passato e ritenuta una strega. Ad interferire con il cammino delle tartarughe c'è un sadico e spietato trafficante di armi europeo, Walker, e il signore della guerra Lord Norinaga, il quale tentano di fare il doppio gioco con lo daimyō locale per impossessarsi dello scettro. Film con una storia inedita, sebbene ispirata al crossover del fumetto in cui le Tartarughe Ninja, al fianco di Renet di Cerebus, dovevano utilizzare lo Scettro del Tempo per compiere una pericolosa missione nell'antico Giappone.

## Riconoscimenti
1994 - Kids' Choice Award
- Vinto - Star Animale preferito a Leonardo, Raffaello, Donatello e Michelangelo